# ویکرام ودها (فیلم ۲۰۲۲)
ویکرام ودها (به انگلیسی: Vikram Vedha) فیلمی هندی محصول سال ۲۰۲۲ و به کارگردانی پوشکار-گایاتری است. در این فیلم بازیگرانی همچون ریتیک روشن، سیف علی خان، رادیکا آپته و روحیت صراف ایفای نقش کرده‌اند. این فیلم بازسازی فیلم تامیلی ویکرام ودها است.